# Elaphe helena
Elaphe helena este o specie de șerpi din genul Elaphe, familia Colubridae, descrisă de Daudin 1803.

## Subspecii
Această specie cuprinde următoarele subspecii:
- E. h. helena
- E. h. monticollaris

## Galerie

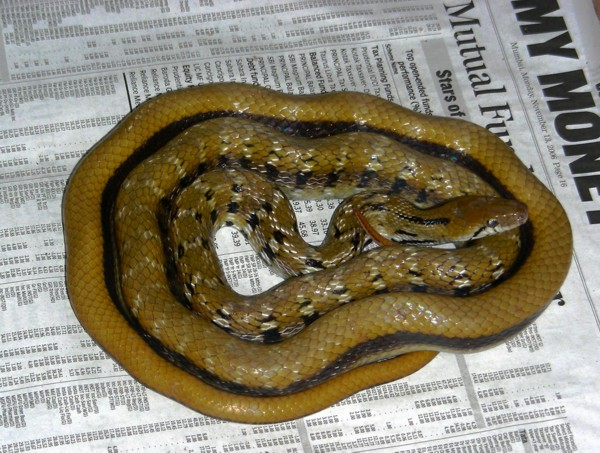
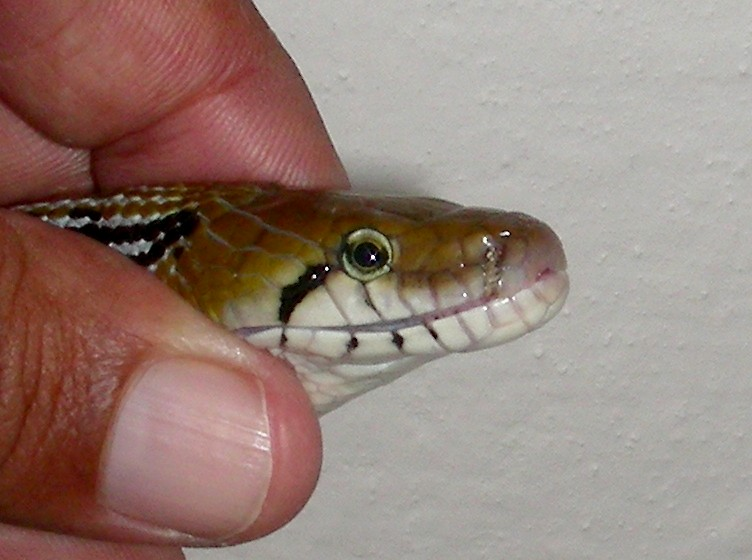
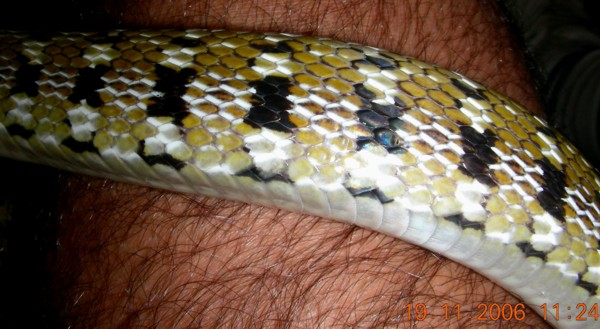
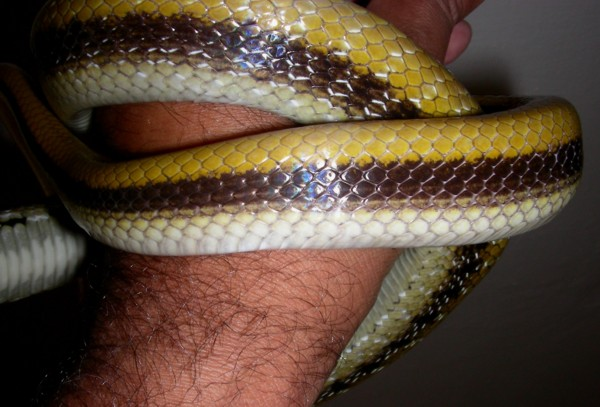
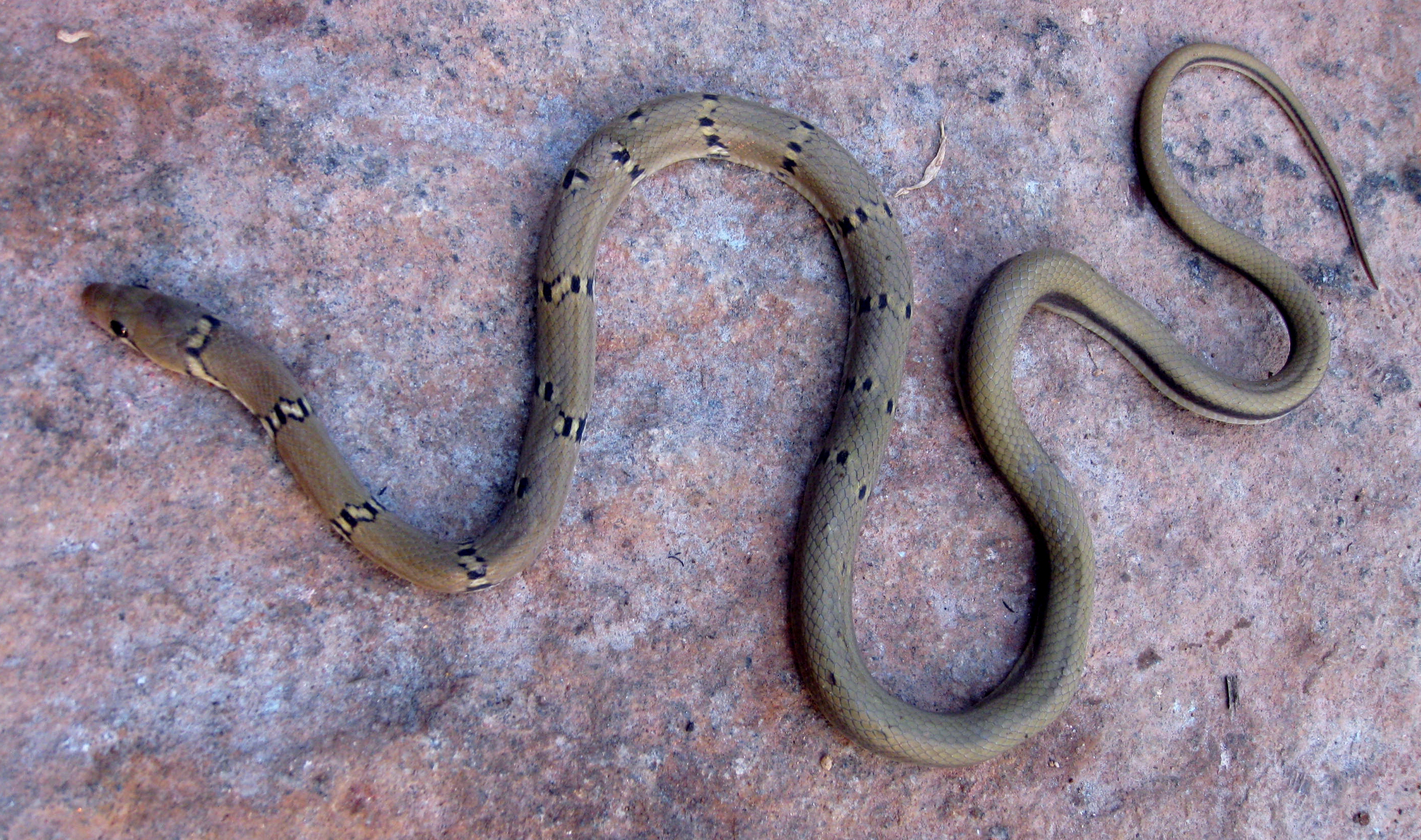
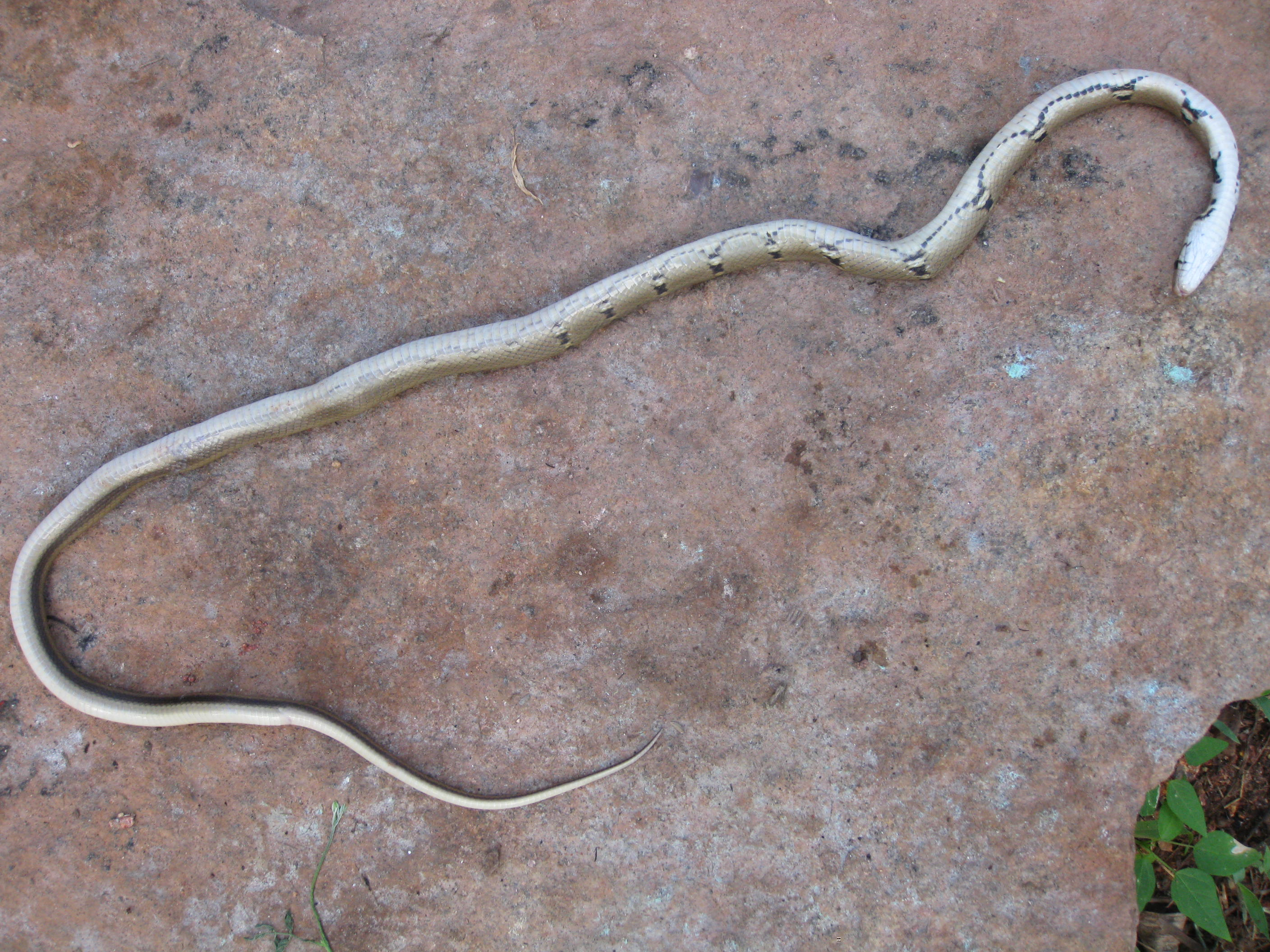